# Macintosh XL
 Macintosh XL — это модифицированная версия персонального компьютера Apple Lisa, разработанного Apple Computer, Inc. Macintosh XL поставлялся с MacWorks XL, программой, которая позволяла эмулировать ПЗУ Macintosh объёмом 64 килобайт . Идентичный компьютер ранее продавался как Lisa 2/10 только с операционной системой Lisa.

## Аппаратные средства
Macintosh XL оснащен 3,5-дюймовым дисководом 400 КБ и внутренним 10-мегабайтным жестким диском Widget. В системе установлен центральный процессор Motorola 68000 с тактовой частотой 5 МГц. Компьютер оборудован 512 КБ ОЗУ. Производство Macintosh XL было прекращено в апреле 1985 г.

## MacWorks
MacWorks Plus был разработан Sun Remarketing как преемник MacWorks XL, для того чтобы обеспечить совместимость приложений с компьютерами Macintosh Plus. MacWorks Plus добавил поддержку 800-килобайтных 3,5-дюймовых дискет и обновления системы до версии 6.0.3. С помощью MacWorks Plus II можно было установить версию 7.5.5, это максимальная версия для всех Macintosh с Motorola 68000.

## История продаж
Ребрендинг Macintosh XL стал последней попыткой Apple спасти плохо продававшуюся Lisa. После двух лет убыточных продаж Apple оказалась неподготовленной к рекордному количеству заказов, размещённых на новейший компьютер Macintosh.

### Прекращение производства
Несмотря на то, что выпуск Macintosh XL имел относительный успех, его производство было прекращено. В 1986 году Apple предложила всем владельцам Lisa / XL обменять свой компьютер (доплатив 1498 долларов США) на Macintosh Plus и Hard Disk 20 (который стоил тогда 4098 долларов США).

### Последние продажи
После того, как Apple перестала продавать данную модель в сентябре 1985 года, Sun Remarketing из Логана, штат Юта, выкупила часть оставшихся компьютеров и продолжила торговать ими с обновленной версией MacWorks Plus, переименованной в Macintosh Professional.

### Итог
История Macintosh XL закончилась так же как и история Lisa. Однако рост продаж в результате разработки возможности эмуляции операционной системы Macintosh доказал, что семейству компьютеров Macintosh крайне необходима более профессиональная среда, которая могла бы поддерживать более крупные мониторы, большую память и расширяемость, чем предлагал Macintosh 512K.